# بطاقة أعمال

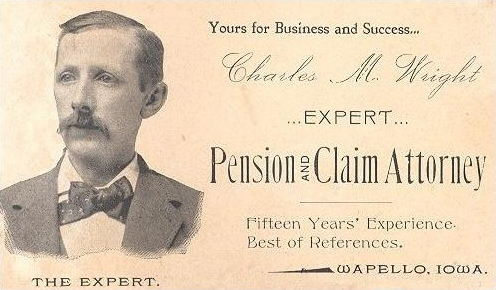
بطاقة أعمال من القرن 19

بطاقة الأعمال (بالإنجليزية: Business Card)‏ هي بطاقة تحمل معلومات حول الشخص والشركة التي يعمل بها، وتسمى أحياناً الكارت الشخصى لما بها من بيانات عن طبيعة عمل الشخص ذاته. يتم تبادل بطاقة الأعمال ليبقى الإتصال ممكن بين الشركة وحرفائها. تحتوي البطاقة عادة على المعلومات التالية: الاسم، اللقب، رقم الهاتف, البريد الإلكتروني, اسم الشركة التي يعمل بها صاحب البطاقة, شعارها وعنوانها.

## الأبعاد
وتتراوح نسب الأبعاد المتوتزنة للكارت الشخصى أو بطاقة الأعمال ما بين 1,42 حتي 1,8. لا يوجد معيار موحد لأبعاد الكارت الشخصى لجميع دول العالم. تتقاسم الأبعاد مع بطاقات أخرى يجعل الاحتفاظ بها أسهل، وللحصول على البطاقات سبيل المثال المصرفية تكون بمقياس (85.60 × 53.98 مم) وبطاقات العمل في أوروبا الغربية (85 × 55 ملم) لديها تقريبا نفس الحجم.
| الدولة/المعيار | الأبعاد (مم)  | الأبعاد (بوصة) | نسب الأبعاد المتوازنة |
| --- | ------------- | -------------- | --------------------- |
| مقياس ISO 216، حجم الورق | 74 × 52       | 2.913 × 2.047  | 1.423                 |
| إيراندا، إيطاليا، المملكة المتحدة، فرنسا، ألمانيا، النمسا، هولندا، إسبانيا، سويسرا، بلجيكا، سلوفينيا، البرتغال، تركيا | 85 × 55       | 3.346 × 2.165  | 1.545                 |
| ISO/IEC 7810 ID-1، مقياس بطاقة ائتمان ، إستراليا | 85.60 × 53.98 | 3.370 × 2.125  | 1.586                 |
| إستراليا، الدنمرك، نيوزيلندا، النرويج، تايوان، السويد، فيتنام، الهند، كولومبيا | 90 × 55       | 3.54 × 2.165   | 1.636                 |
| اليابان | 91 × 55       | 3.582 × 2.165  | 1.655                 |
| هونغ كونغ، الصين، سنغافورة، ماليزيا | 90 × 54       | 3.543 × 2.125  | 1.667                 |
| كندا، الولايات المتحدة | 88.9 × 50.8   | 3.5 × 2        | 1.75                  |
| إيران | 85 × 48       | 3.346 × 1.889  | 1.771                 |
| سيريلانكا، الأرجنتين، الهند، البرازيل، البوسنة والهرسك، كوستاريكا، جمهورية التشيك، كرواتيا، إستونيا، فنلندا، المجر، إسرائيل، كازاخستان، ليتوانيا، بولندا، رومانيا، روسيا، صربيا، مونتنيجرو، سلوفاكيا، أوكرانيا، أوزبكستان، بلغاريا، لاتفيا، المكسيك، كوريا الجنوبية وجنوب أفريقيا | 90 × 50       | 3.543 × 1.968  | 1.8                   |